# KPDF
KPDFは、Linux デスクトップ環境である KDE に統合されている自由ソフトウェアのPDF ビューアーである。Xpdf に基づいている。Konqueror では KPart として組み込まれている。
KDE 4 では Okular に置き換えられた。

## 特徴
- 検索に3通りの方法が使える。
  - 検索ダイアログ
  - ウィンドウの左側にあるサムネイルフィルタ
  - 入力と同時に始まる検索 (FindAsYouType)
- 「ツールを選択」を選んでから表示部分をドラッグすることで、表示部分の一部を選択状態にし、テキストをクリップボードにコピーしたり、画像として保存したりできる。
- 設定ダイアログのユーザー補助の箇所で、CSS のようにデフォルトの背景色や文字色を選択できる。